# Paretaxalus sandacanus
Paretaxalus sandacanus là một loài bọ cánh cứng trong họ Cerambycidae.